# .cc
.cc es el dominio de nivel superior geográfico (ccTLD) de Internet para el territorio australiano de las Islas Cocos (Keeling).
La IANA asignó en octubre de 1997 la administración del dominio a eNIC Corporation de Seattle, una empresa subsidiaria de VeriSign, que promociona internacionalmente el dominio como "el próximo .com".
eNIC ha gestionado el dominio con gran éxito llegando a ser el "segundo mayor registrador de TLD en los Estados Unidos por detrás de Verisign" según Brian Cartmell, fundador y CEO de eNIC.
El dominio .cu.cc se usa para servicio de redireccionamiento gratuito de URLs.